# Ângelo Dourado
Ângelo Cardoso Dourado (Salvador, 6 de novembro de 1857 — Jaguarão, 23 de outubro de 1905) foi um médico, escritor, político e militar brasileiro.
Formado na Faculdade de Medicina da Bahia, mudou-se pouco tempo depois para o Rio Grande do Sul, estabelecendo-se em Bagé, onde foi presidente da primeira junta municipal republicana, formada logo após a proclamação da República. Demitiu-se depois do marechal Deodoro haver dissolvido o congresso, em 3 de novembro de 1891. .
Foi um dos signatários da ata de fundação do Partido Federalista do Rio Grande do Sul, em 31 de março de 1892. Com a eclosão da Revolução de 1893, juntou-se à coluna de Gumercindo Saraiva, como coronel-médico.Cruz Alta, Carazinho, Passo Fundo, Lagoa Vermelha, Vacaria, rio Pelotas; seguindo para Santa Catarina e Paraná: Lages, Desterro, rio Iguaçu, Lapa, Curitiba, Ponta Grossa, Castro, Itararé, etc.
A morte de Gumercindo Saraiva em Carovi fez com que boa parte das tropas federalistas se refugiasse em Misiones. Dourado porém continuou lutando junto com Aparício Saraiva, até desistirem em 5 de setembro de 1894, passando para a Argentina. Retornou aos combates em fevereiro de 1895, até o acordo de paz em 23 de agosto.
Escreveu Os voluntários do martírio, sobre a Revolução de 1893, obra de referência sobre o tema. Mudou-se depois para Jaguarão, onde faleceu. Também foi o autor de O médico dos pobres, As minas de ouro e O impaludismo no Rio Grande do Sul.